# Resolutie 65 Veiligheidsraad Verenigde Naties
Resolutie 65 van de Veiligheidsraad van de Verenigde Naties was de tweede resolutie van de Raad over de
Nederlands-Indonesische kwestie van 28 december 1948. Deze resolutie werd aangenomen met negen stemmen tegen geen. Oekraïne en de Sovjet-Unie kozen ervoor zich te onthouden.

## Achtergrond
De VN-Veiligheidsraad had zijn leden gevraagd om via hun consuls op de hoogte te blijven van de ontwikkelingen in Indonesië, een land dat in oorlog was met zijn kolonisator Nederland.

## Inhoud
De Veiligheidsraad:
- Vraagt de consuls in Batavia vermeld in resolutie 30 paragraaf °5 om zo snel mogelijk een rapport in te zenden over de situatie in Indonesië met de waarnemingen van het staakt-het-vuren en de toestand in bezette gebieden of gebieden waaruit troepen zich kunnen terugtrekken.

## Verwante resoluties
- Resolutie 55 Veiligheidsraad Verenigde Naties riep op de overeenkomst na te leven.
- Resolutie 63 Veiligheidsraad Verenigde Naties eiste een einde aan het geweld en de vrijlating van gevangenen.
- Resolutie 64 Veiligheidsraad Verenigde Naties eiste opnieuw de vrijlating van de gevangenen.
- Resolutie 67 Veiligheidsraad Verenigde Naties vroeg een einde aan het geweld en onderhandelingen.

Lijst ·  38 ·  39 ·  40 ·  41 ·  42 ·  43 ·  44 ·  45 ·  46 ·  47 ·  48 ·  49 ·  50 ·  51 ·  52 ·  53 ·  54 ·  55 ·  56 ·  57 ·  58 ·  59 ·  60 ·  61 ·  62 ·  63 ·  64 ·  65 ·  66